# Seltmann Weiden
Seltmann Weiden ist ein Porzellanhersteller aus Weiden in der Oberpfalz in Bayern. Er produziert sein Porzellan ausschließlich in Deutschland.

## Geschichte
Die „Porzellanfabriken Christian Seltmann“ wurden im Jahr 1910 von Christian Wilhelm Seltmann (geb. 1870), der mit seinem älteren Bruder seit 1901 zunächst die Firma Johann Seltmann Vohenstrauß geführt hatte, gegründet. Christian Seltmann hatte den Beruf des Porzellandrehers gelernt und modellierte und bemalte anfangs in seiner Freizeit Porzellan. Die Firma Seltmann Weiden begann ihre Produktion für Gebrauchs- und Luxusporzellan zunächst mit drei Rundöfen, die 1913 um zwei vermehrt wurden. 1939 wurde die Porzellanfabrik Krummennaab angegliedert und 1940 die Porzellanfabrik Erbendorf gekauft.
Nach Kriegsende dienten die Werke in Erbendorf und Krummennaab lange als Unterkunft für amerikanische Soldaten, wobei die Fabrikationseinrichtungen größtenteils zerstört und unbrauchbar gemacht wurden.
Seit 1957 besitzt die Porzellanfabrik Christian Seltmann GmbH Weiden die absolute Mehrheit der 1794 gegründeten Königlich privilegierten Porzellanfabrik Tettau.
Anfang der 1990er Jahre fand nochmals eine Erweiterung durch die Übernahme von vier Thüringer Unternehmen statt: der Aeltesten Volkstedter Porzellanmanufaktur (gegr. 1762), der Unterweißbacher Werkstätten für Porzellankunst (gegr. 1882) mit ihrer Kunstabteilung „Schwarzburger Werkstätten für Porzellankunst“, der Porzellanmanufaktur Scheibe-Alsbach (gegr. 1835, 1972–1990 VEB Vereinigte Zierporzellanwerke Lichte) und der Porzellanmanufactur Plaue (gegr. 1817). Diese wurden 2007 zu einer „Gläsernen Porzellanmanufaktur“ ausgebaut, welche in Rudolstadt (Thüringen) ansässig ist. Das Werk in Tettau wurde 2019 geschlossen.

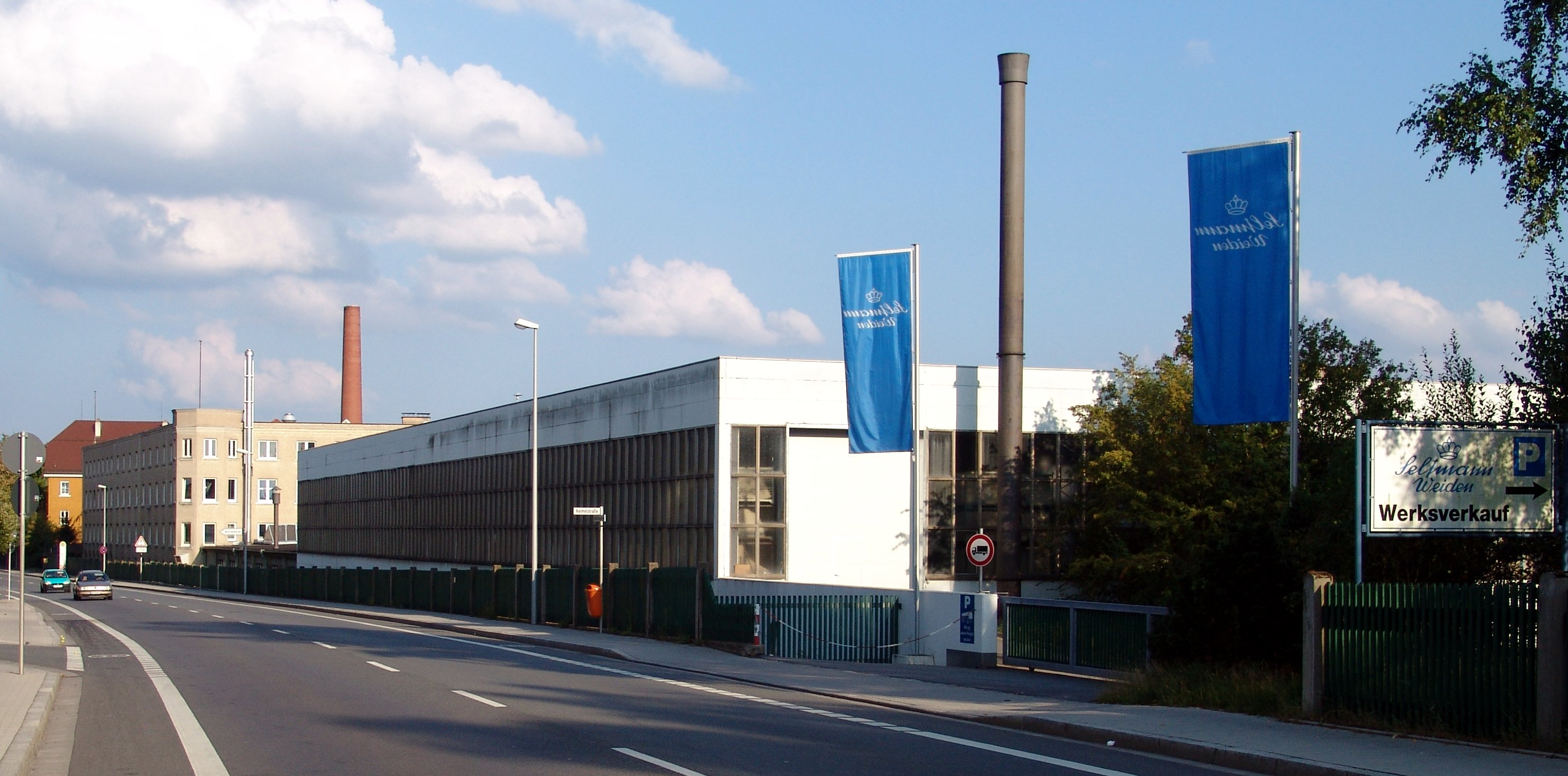
Werk in der Christian-Seltmann-Straße in Weiden, 2007

Neben dem Stammwerk in Weiden wird auch eine Fabrik in Erbendorf betrieben. Auch die Quarzsandwerke Weißenbrunn gehören zur Seltmann-Unternehmensgruppe.

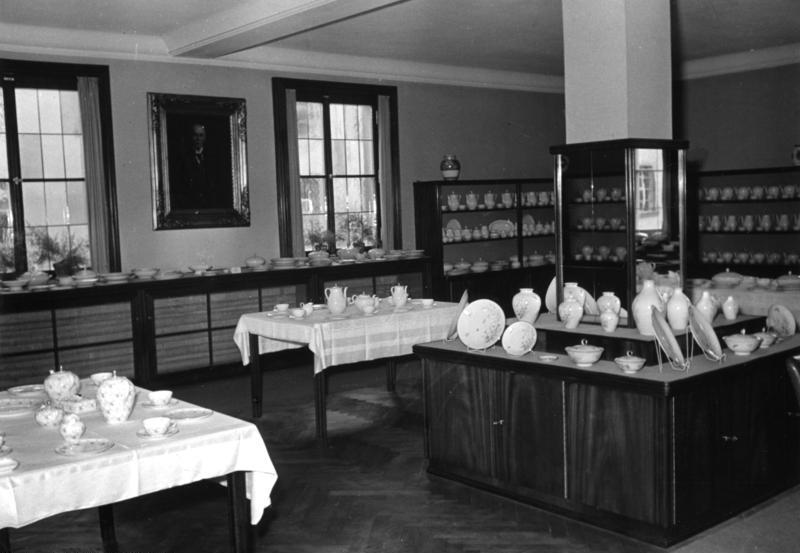
Warenpräsentation Anno 1954
Bodenmarke von 1948 bis 2005, Bildausschnitt
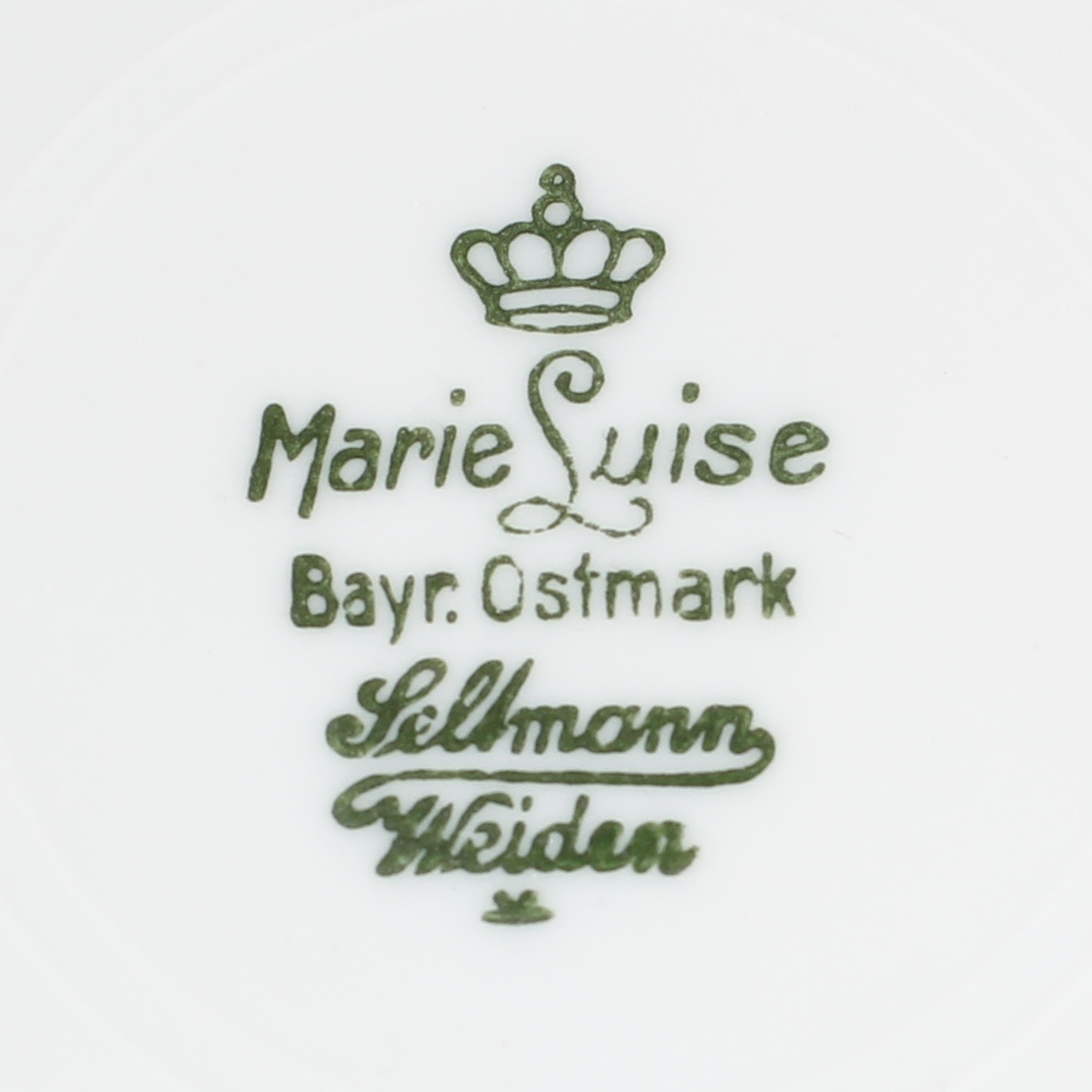
Bodenmarke Bayrische Ostmark